# Tuczno (gromada w powiecie inowrocławskim)
Tuczno – dawna gromada, czyli najmniejsza jednostka podziału terytorialnego Polskiej Rzeczypospolitej Ludowej w latach 1954–1972.
Gromady, z gromadzkimi radami narodowymi (GRN) jako organami władzy najniższego stopnia na wsi, funkcjonowały od reformy reorganizującej administrację wiejską przeprowadzonej jesienią 1954 do momentu ich zniesienia z dniem 1 stycznia 1973, tym samym wypierając organizację gminną w latach 1954–1972.
Gromadę Tuczno z siedzibą GRN w Tucznie utworzono – jako jedną z 8759 gromad na obszarze Polski – w powiecie inowrocławskim w woj. bydgoskim, na mocy uchwały nr 24/7 WRN w Bydgoszczy z dnia 5 października 1954. W skład jednostki weszły obszary dotychczasowych gromad Tuczno, Tuczno Cukrownia i Łącko ze zniesionej gminy Inowrocław-Zachód w tymże powiecie. Dla gromady ustalono 23 członków gromadzkiej rady narodowej.
31 grudnia 1959 do gromady Tuczno włączono wieś Leszcze ze znoszonej gromady Jordanowo w tymże powiecie.
Gromadę zniesiono 31 grudnia 1961, a jej obszar włączono do gromad Jaksice (wsie Tuczno-Osada, Tuczno-Cukrownia, Tuczno, Helenowo, Podgaj i Popowiczki), Pakość (wieś Łącko) i Złotniki Kujawskie (wieś Leszcze) w tymże powiecie.